# Thaumastocoris peregrinus
Thaumastocoris peregrinus är en insektsart som beskrevs av Diego Leonardo Carpintero och Pablo Matías Dellapé 2006. Thaumastocoris peregrinus ingår i släktet Thaumastocoris och familjen Thaumastocoridae. Inga underarter finns listade i Catalogue of Life.